# 茅野良男
茅野 良男（かやの よしお、1925年1月19日 - 2016年7月3日）は、日本の哲学者。文学博士（京都大学・論文博士・1977年）。大阪大学名誉教授。ハイデッガーを中心としてドイツ哲学を研究した。

## 来歴
大分県生まれ。1949年東京大学哲学科卒。北海道大学助教授、教授、お茶の水女子大学教授、大阪大学人間科学部教授、1977年「ドイツ観念論の研究 絶対知の形成と成立」で文学博士（京都大学・論文博士）の学位を取得。88年定年退官、名誉教授。大阪国際大学教授。
2016年7月3日に急性呼吸器不全のため死去。91歳没。叙正四位。

## 著書
- ディルタイ 有斐閣 1959 (人と業績シリーズ)
- 歴史のみかた 1964 (紀伊国屋新書)
- 実存主義入門 新しい生き方を求めて 1968 (講談社現代新書)
- 弁証法入門 正しい認識を求めて 1969 (講談社現代新書)
- 哲学的人間学 1969 (塙新書)
- 初期ハイデガーの哲学形成 東京大学出版会 1972
- 認識論入門 こころを考える 1973 (講談社現代新書)
- ドイツ観念論の研究 絶対知の形成と成立 創文社 1975
- ハイデガーにおける世界・時間・真理 朝日出版社 1981.11
- 人類の知的遺産 75 ハイデッガー 講談社 1984.10
- 中期ハイデガーの思索と転回  創文社 1985.12

## 共編著
- 現代の哲学 藤田健治,柏原啓一共編著 学文社 1970 (現代哲学選書)
- 哲学の歴史 柏原啓一共編著 学文社 1971 (現代哲学選書)
- 哲学への道 学文社 1973 (現代哲学選書)
- 西田哲学 新資料と研究への手引き 大橋良介共編 ミネルヴァ書房 1987.11
- ドイツ観念論と日本近代 ミネルヴァ書房 1994.5 (叢書ドイツ観念論との対話)
- 転換期としての日本近代 藤田正勝共編 ミネルヴァ書房 1999.6 (叢書転換期のフィロソフィー)

## 翻訳
- 現代ヨーロッパの精神的課題 ヤスパース 橋本文夫、武藤光朗、草薙正夫共訳 創元社 1954
- 曙光 ニーチェ全集 第7巻 理想社 1962、ちくま学芸文庫 1993
- ブルーノ シェリング 世界の名著 続9 中央公論社 1974
- 意志と表象としての世界 正編 3 ショーペンハウアー全集4 白水社 1974
- 生の哲学 ジンメル著作集 9 白水社 1977.11
- 講座現代の人間学 7 ガーダマー/フォーグラー編 共訳 白水社 1979.6
- 杣径 ハンス・ブロッカルト共訳 ハイデッガー全集 第5巻 創文社 1988.8
- 哲学入門 ヘルムート・グロス共訳 ハイデッガー全集 第27巻 創文社 2002.11

## 参考
- 茅野良男教授研究業績「年報人間科学」1988